# Ambrosius Benson
Ambrosius Benson (c. 1495/1500, Ferrara o Milà – 1550, Flandes) va ser un pintor italià que formava part del Renaixement del nord.
Mentre moltes pintures supervivents li han estat atribuïdes, hi ha molt poca documentació registrada d'ell, que no acostumava a signar les seves obres. Es creu que se centrava principalment en art religiós, però també va pintar retrats per encàrrec. Algun cop havia pintat a partir de fonts clàssiques, sovint fent posar els models amb vestimenta contemporània, o en un enquadrament domèstic contemporani. En el seu temps va ser prou famós; va tenir un taller important, la seva obra va ser venuda internacionalment i fou especialment popular a Espanya.
Benson va esdevenir popular com a font per pastitx de pintors del segle xix, qui de vegades es coneixen com els "seguidors de Benson". En particular les seves moltes variacions de la Magdalena i la Sibil·la Pèrsica varen ser molt copiades i fou popular entre els compradors contemporanis. Moltes obres han mantingut el seu valor relatiu i es troben a la Galeria Nacional de Londres i arriben a altes cotitzacions a Sotheby's.

## Vida

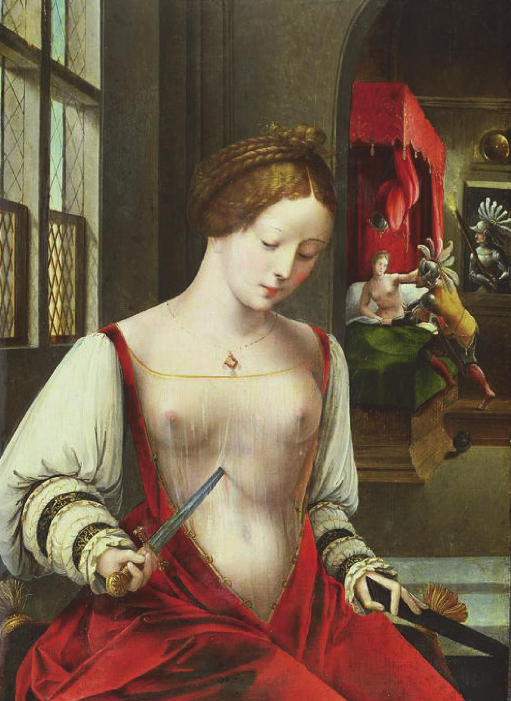
Mort de Lucrècia, de data desconeguda. L'estupre que va portar Lucrècia al suïcidi es veu al fons.

Típic de l'estil itinerant de molts pintors de l'època, es va traslladar a Bruges c. 1515 i va fer servir el seu aprenentatge amb el pintor primitiu flamenc Gerard David. Més tard esdevingue ciutadà naturalitzat de Bruges. Benson va treballar com a oficial del taller abans de convertir-se en mestre el 1519, quan va ingressar com a membre del gremi de pintors i creador de cadires de muntar. Finalment esdevingui el degà i governador del gremi. Es va casar amb Anna Ghyselin, i van tenir dos fills, Jan i Willem, tots dos també pintors. Més tard es tornaria a casar i va tenir una filla, Anna. Es creu que va tenir com a mínim altres dos filles extramatrimonials.
Benson va venir una disputa amb Gerard al voltant de 1519, sobre el nombre de pintures i dibuixos que Benson havia realitzat al taller del mestre sense la seva tutela, incloent un llibre d'estudis de caps i nus, així com diversos patrons. David va rebutjar retornar el material, i després que Benson el va perseguir legalment, va passar un temps en presó per la seva apropiació.

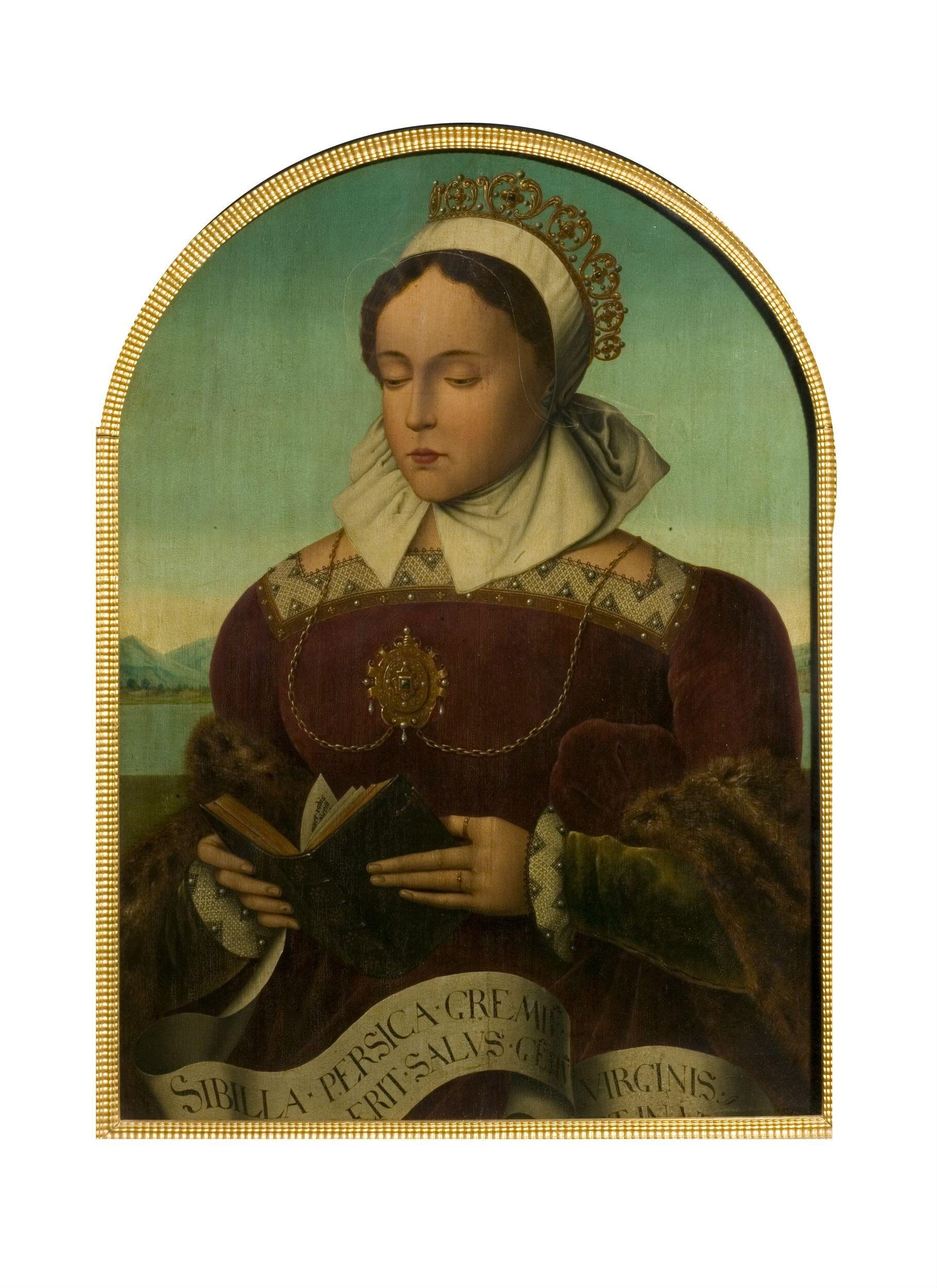
Versió de finals del XIX d'una de les seves Sibil·la Pèrsica, mostrant una dona de mig cos que llegeix un llibre que sosté a les seves mans.

Va servir com cap del Gremi de Sant Lluc de 1537 a 1539 i de 1543 a 1544. Bona part de la seva feina va ser atribuïda durant un temps a un artista espanyol conegut només com el Mestre de Segovia, una figura que ara es creu que era el mateix Ambrosius.
Potser per la influència de l'obra de Rogier van der Weyden La Magdalena llegint, Benson va ser un dels primers artistes que va popularitzar imatges de dones que llegeixen.

## Galeria

Davallament de la Creu, 1528
La Magdalena llegint, 1535
Retrat d'Anne Stafford, 1535
Verge amb pera, date unknown
Verge amb Nen i sants, data desconeguda
Deipara Virgo, data desconeguda